# 榮譽勳章 (2010年遊戲)
《榮譽勳章》（英語：Medal Of Honor）為美商藝電於2010年10月在PlayStation 3、Xbox 360與PC上推出的一款第一人稱動作射擊遊戲，游戏在台灣由美商藝電台灣分公司代理。在暌違3年後重啟系列的第一款續作，並且把戰場從第二次世界大戰帶到了現代的阿富汗地區，在單人戰役模式中整個故事是在敘述主打由在阿富汗當地值勤過的一級戰士真人真事改編的射擊遊戲，並請來美軍一級戰士來對遊戲進行監督開發，描述兩組一級戰士小隊 AFO狼群與AFO海神在當今戰火依舊猛烈的中東阿富汗地區執行任務的過程，並讓玩家體會到這群美軍中菁英中的菁英為他們的國家，為他們的袍澤以及為他們的家庭所做的一切努力。
在多人模式中，美商藝電特地請來的因開發戰地風雲系列而聞名全球的的遊戲製作團隊——DICE，而且使用了由他們自行開發的Frostbite1.5物理破壞引擎來開發榮譽勳章的多人對戰模式使得榮譽勳章的多人模式在物理結構的破壞特效上更逼真更壯觀。
其續作為《榮譽勳章：戰爭勇士》（英語：Medal Of Honor Warfighter）預計將於2012年10月中上。

## 劇情
時間來到西元2002年的阿富汗,玩家將扮演美軍AFO一級特勤戰士小組,並接受上級命令來此殲滅[重要目標],在遊戲中,玩家將穿插在各個戰士的故事中,包括阿帕契直昇機的駕駛員,美國陸軍的山岳部隊隊員,他們將在這戰火猛烈的山岳中完成上級指派的任務

#### 人物
AFO海神包括
- 野兔（Rabbit）隸屬於AFO海神——為主要操控之主角。
- 牧師（Pastor）隸屬於AFO海神。
- 老媽（Mother）隸屬於AFO海神。
- 巫毒（Voodoo）隸屬於AFO海神。

AFO狼群
- 杜斯（Deuce）隸屬於AFO狼群——為主要操控之主角。
- 維加斯（Vegas）隸屬於AFO狼群。
- 髒人（Dirty）隸屬於AFO狼群。
- 黑豹（Panther）隸屬於AFO狼群。

美國陸軍第七十五遊騎兵團第一營
但丁·亞當斯（Dante Adams）隸屬於第七十五遊騎兵團第一營——為主要操控之主角。
美國陸軍第二航空團第一營
布萊德[老鷹]霍金斯（Brad "Hawk" Hawkins）隸屬於第二航空團第一營——為主要操控之主角。

## 系统

### 兵種
步槍兵
步槍兵是基本的戰鬥員兵種，他們戰鬥中傾向於打頭陣，負責帶頭衝向叛軍據點，可說是陸軍主力。步槍兵通常使用步槍或機槍並會隨身攜帶煙霧彈。
特戰兵
狙擊兵

### 模式

#### 隊伍突擊
隊伍突擊這個遊戲模式就是各位玩家們耳熟能詳的團隊殺戮模式，在這個遊戲模式中，並沒有時間上的限制，玩家必須自己的隊伍殺敵積分率先取得1200分就能贏得遊戲，隊伍突擊非常看重個人殺敵成績，只要每殺一個人都能為隊上爭取10分積分，而當您取得連殺敵方的技能後，更能為整個團隊帶來極大的分數加成，所以有某部分的玩家會選擇躲在地圖中的小角落偷襲敵人賺取連殺獎勵。但是值得一提的是，當敵方大舉攻進己方重生點附近時，己方的重生點就會與敵人的重生點交換，因此喜歡龜在自己再生區狙擊的玩家，要當心敵人會在您背後重生。

#### 區域控制
區域控制這個模式就是一般射擊遊戲中經典的「佔點」玩法，在遊戲地圖上會有三處可佔領的目的地，並分別會在小地圖中標示為A點、B點、C點，只要任何一方取得1800點的積分就能獲得勝利。遊戲的過程中，玩家可以奪取對方已佔領的目標，只要佔點目標區域內的友軍數量越多，其佔領的速度也越快。此外，取得越多佔領區域的一方，取得的分數也相對越快，因此敵我雙方在遊戲開始時，都會選擇先佔下一個離自己基地最近的目標後，再朝下一個目標挺進；只要速度與準度搭配得當，某方也很有可能一次就佔下二個目標。

#### 目標突擊
目標突擊這個模式是以市集、城鎮等中、小型地圖以主，擔任美軍的一方需保護二個目標(A點、B點)五分鐘，盡可能不讓阿富汗民兵突破防線，並在目標物上裝置簡易爆炸裝置，只要阿富汗民兵能在時間結束前摧毀二個目標就能獲得勝利，但在時間結束前未能攻下美軍保護的兩個目標，就會判定為任務失敗，而輪到下一場遊戲開始前便會攻／守交換，原先當任美軍的玩家將會改為阿富汗民兵，反亦之。
在目標突擊中戰鬥的過程並無重生次數的限制，不過參戰的玩家都只能重生在己方再生點的附近，無法像在戰鬥任務模式裡重生在前線。因此擔任美軍的玩家要特別小心，不能讓阿富汗民兵的火線推進至我方再生點前，否則會形成完全壓制的情況而被打到潰不成軍。

#### 戰鬥任務
戰鬥任務這個模式的玩法非常類似戰地風雲系列多人模式中的突擊模式，進入遊戲後的玩家們將會被分別兩個陣營——美軍（攻方）與阿富汗民兵（守方）。美軍必須攻擊阿富汗民兵所鎮守的的五座臨時基地，並在指定的地點放置爆裂物並同時阻止阿富汗民兵拆除炸彈；如成功引爆炸彈，阿富汗民兵的重生點就會被移動到在下一個基地裡。此外，在遊戲畫面左下角會有一條「隊伍健康狀態」的計量表，它是用來計算美軍所有玩家尚能重生的次數，每位美軍戰士戰死沙場一次隊伍健康狀態就會扣一，另外，當美軍成功佔領住阿富汗民兵的臨時基地後，遊戲將自動給予美軍少量的重生點數作為獎勵，如果計量表在美軍攻破五個基地前歸零，其遊戲就會立即判定美軍進攻失敗，並宣布阿富汗民兵勝利。

#### 硬派
硬派模式就是在一般射擊遊戲裡常見的Hardcore模式(簡稱:HD模式)，加入遊戲的玩家不管是敵我雙方，遊戲畫面中都不會顯示槍點、雷達、彈藥，隨機進行遊戲中基本的遊戲模式，包括隊伍突擊、區域控制、目標襲擊三種模式。因為沒有準心的標示，所以腰射的準確率會大幅降低，只能依靠按住手把LT鍵精確瞄準來進行射擊。這樣的遊戲方式讓整體節奏變慢一些，玩家也不能靠著雷達標示而單刀直入。特別重要的是，當玩家在取得連殺獎勵使用UAV技能時，小地圖上還是會出現雷達掃描的指示，直到UAV技能使用時間結束或被敵方擊落，雷達的功能才會關閉。

#### 熱區
在熱區模式中，加入遊戲的玩家，擔任美軍玩家的任務就是要掌控該地圖的控制權，透過隊友的掩護以及戰術導彈等武器，玩家必須設法突破阿富汗民兵固若磐石的陣地。

#### 掃蕩
掃蕩模式實際上是一種殲滅模式，加入遊戲的兩方陣營玩家都只有一條性命，只要遭到攻擊並且死亡後，就逼須等到下一輪遊戲開始才能再次加入遊戲，因此玩家必須仰賴自身的技巧以及隊友的專長，避免自己與隊友遭到殲滅，設法成為獲勝隊伍。

## 遊戲配樂
本作的遊戲配樂是由美商藝電特地請來了電影配樂名作曲家雷明·賈瓦帝（Ramin Djawadi）來為重啟系列後的《榮譽勳章》譜寫深刻動人的樂章，雷明·賈瓦帝曾經為電影鋼鐵人、超世紀封神榜，以及電視影集越獄風雲配樂而聲名大噪。
並且其遊戲主題曲美商藝電則請來聞名全球的搖滾團體——聯合公園來為遊戲製作主題曲——催化劑（The Catalyst）。

## 資料片
榮譽勳章2010目前一共推出兩款地圖包資料片，第一款為[掃蕩]是免付費下載地圖包，第二款為[熱區]其建議售價為微軟點數 800 點 / 9.99 美元
- 「掃蕩（Clean Sweep）」：掃蕩是一種殲滅模式，玩家必須仰賴自身的作戰技巧以及隊友的專長，設法成為獲勝隊伍。在掃蕩遊戲模式中，玩家將可以免費獲得兩張全新地圖——Bagram Hanger（貝格朗機庫）和Khyler Caves（開伯爾山口），以及Shaikhot Base（喀布爾市廢墟）地圖和Helmand Valley Base（迪瓦高營地）地圖的重新設計版本。
- 「熱區（Hot Zone）」：在「熱區（Hot Zone）」多人模式中，玩家的主要任務就是要掌控該地區的控制權，透過隊友的掩護以及精確的戰術運用，玩家將得設法突破敵人固若磐石的陣地。在這個全新的遊戲模式中，玩家可以使用兩張全新地圖Hindukush Pass和Korengal Outpost，以及Shahikot Mountains（沙伊庫特山）地圖和Helmand Valley（迪瓦高營地）地圖的重新設計版本。

## 外部連結
- （英文） 榮譽勳章開發團隊官網 （页面存档备份，存于）
- （英文） 美商藝電官網 （页面存档备份，存于）
- （英文） 榮譽勳章官網 （页面存档备份，存于）
- （中文） 美商藝電Origin商店 （页面存档备份，存于）